# Micronaclia simplex
Micronaclia simplex är en fjärilsart som beskrevs av Butler 1879. Micronaclia simplex ingår i släktet Micronaclia och familjen björnspinnare. Inga underarter finns listade i Catalogue of Life.